# Tourterelle maillée
Streptopelia senegalensis
Espèce
Statut de conservation UICN

 LC  : Préoccupation mineure
Synonymes
- Streptopelia senegalensis
- Stigmatopelia senegalensis

La Tourterelle maillée (Spilopelia senegalensis) est une espèce d'oiseaux de la famille des Colombidés.

## Sous-espèces
Cet oiseau est représenté par six sous-espèces :
- Spilopelia senegalensis aegyptiaca (Latham, 1790) ;
- Spilopelia senegalensis cambayensis (Gmelin, 1789) ;
- Spilopelia senegalensis ermanni (Bonaparte, 1856) ;
- Spilopelia senegalensis phoenicophila Hartert, 1916 ;
- Spilopelia senegalensis senegalensis (Linnaeus, 1766) ;
- Spilopelia senegalensis sokotrae Grant, 1914.

## Systématique
Cette espèce avait été placée dans le genre Stigmatopelia par certaines autorités à la suite des études menées par Johnson et al. (2001), mais le genre Spilopelia avait la priorité.

## Description

Dove Iran

La Tourterelle maillée a l'allure d'un pigeon svelte qui présente une longue queue (10,5 à 12 cm) et dont la taille est de 28 à 35 centimètres environ. Le dos, les ailes et la queue sont brun roux avec du bleu gris sur les ailes. En vol, le dessous des ailes apparaît d'une belle couleur châtaigne.
La tête et les épaules sont rosâtres qui va en s'éclaircissant jusqu'au bas de l'abdomen. La gorge présente des taches noires. Les pattes sont rouges. Les sexes sont identiques mais les juvéniles sont plus roux que les adultes, et présentent moins de taches noires sur le cou.

## Chant
Le chant est un oo-tooc-tooc-oo-roo bas, avec une accentuation sur le tooc-tooc
- Spilopelia senegalensis

## Répartition et habitat

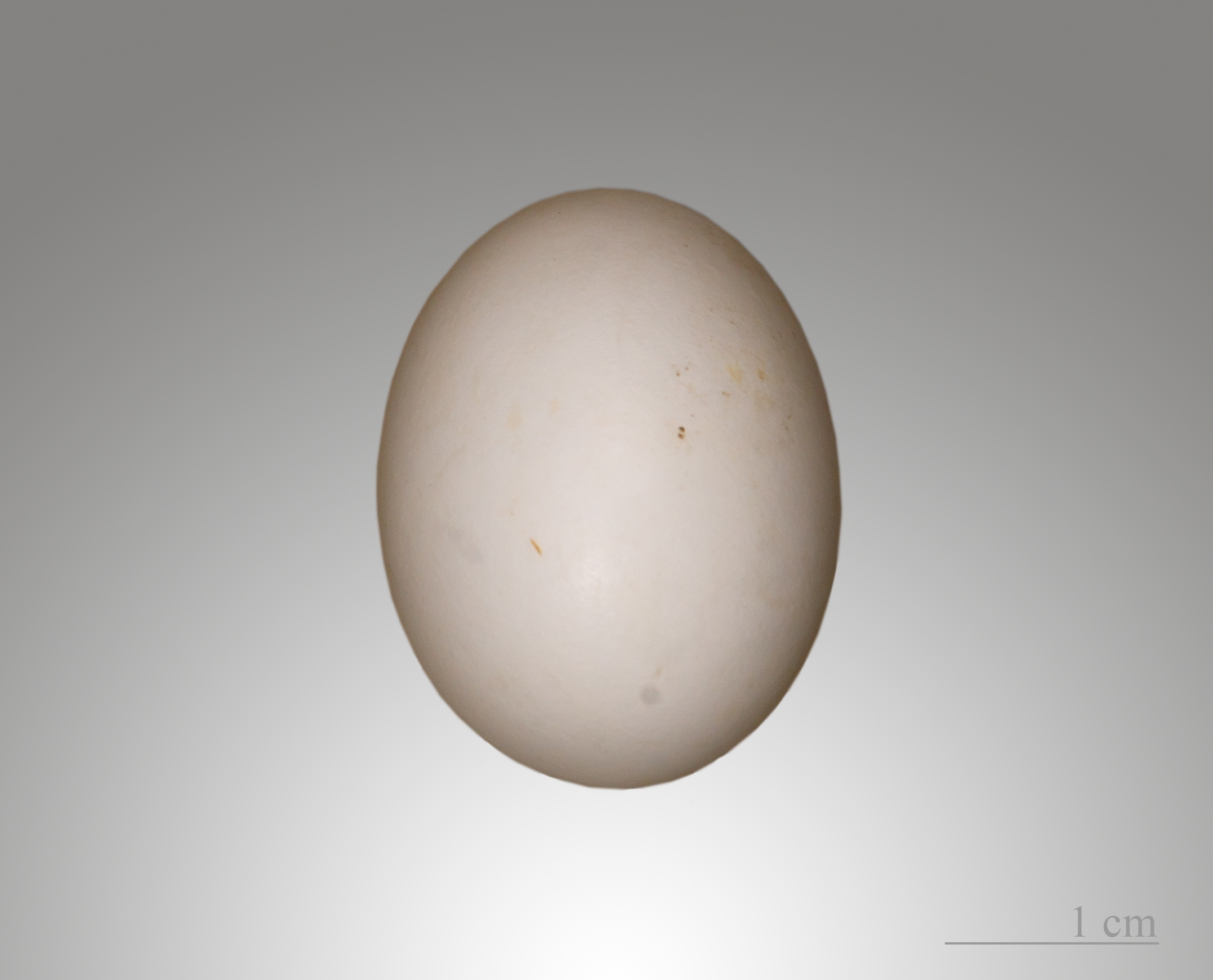
Œuf de Tourterelle maillée - Muséum de Toulouse.

La Tourterelle maillée est un oiseau sédentaire que l'on rencontre en Afrique du nord au sud du Sahara, et vers l'Asie jusqu'en Inde. On la trouve également dans quelques zones isolées dans la partie occidentale de l'Australie où elle a été introduite. Quelques oiseaux ont été observés en France sans que l'on puisse affirmer qu'il s'agisse d'une immigration naturelle ou d'oiseaux évadés de captivité.
C'est une espèce commune que l'on rencontre dans les broussailles, les terres agricoles sèches et à proximité des habitations. Elle s'apprivoise facilement.

## Reproduction

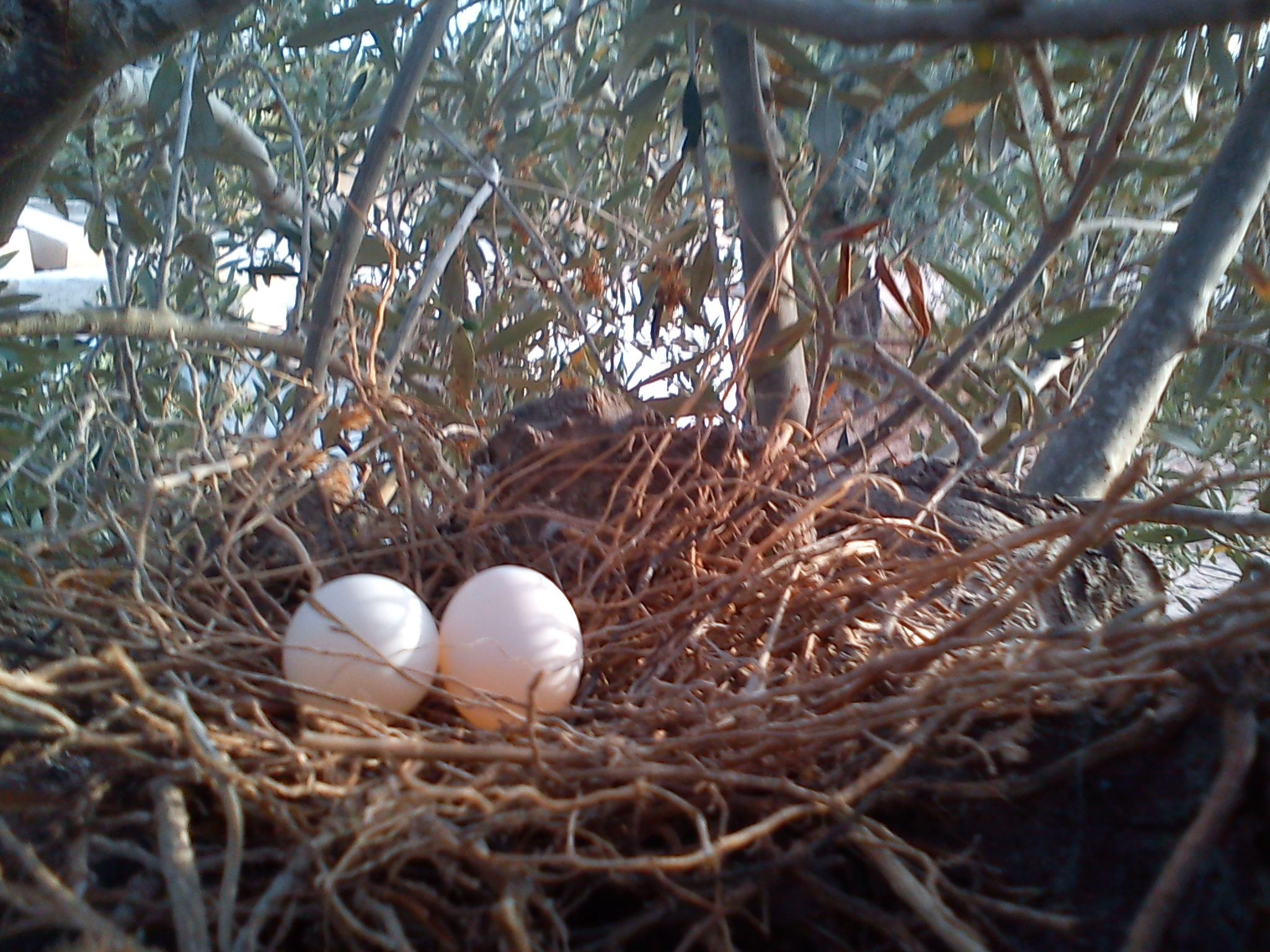
Nid de tourterelle maillée, sur un olivier à l'île Djerba.

Cette espèce construit un nid de brindilles dans un arbre et y pond deux œufs. Les oisillons volent rapidement avec le rythme correct et avec le claquement occasionnel des ailes si caractéristique des pigeons.

## Régime alimentaire
La Tourterelle maillée mange de l'herbe, des graines, des fruits et autres végétaux ainsi que de petits insectes et de petits gastéropodes. Elle est plutôt terrestre, fouillant le sol dans les prairies et zones cultivées. Elle n'est pas particulièrement grégaire et se rencontre généralement seule ou en couple.

## Galerie

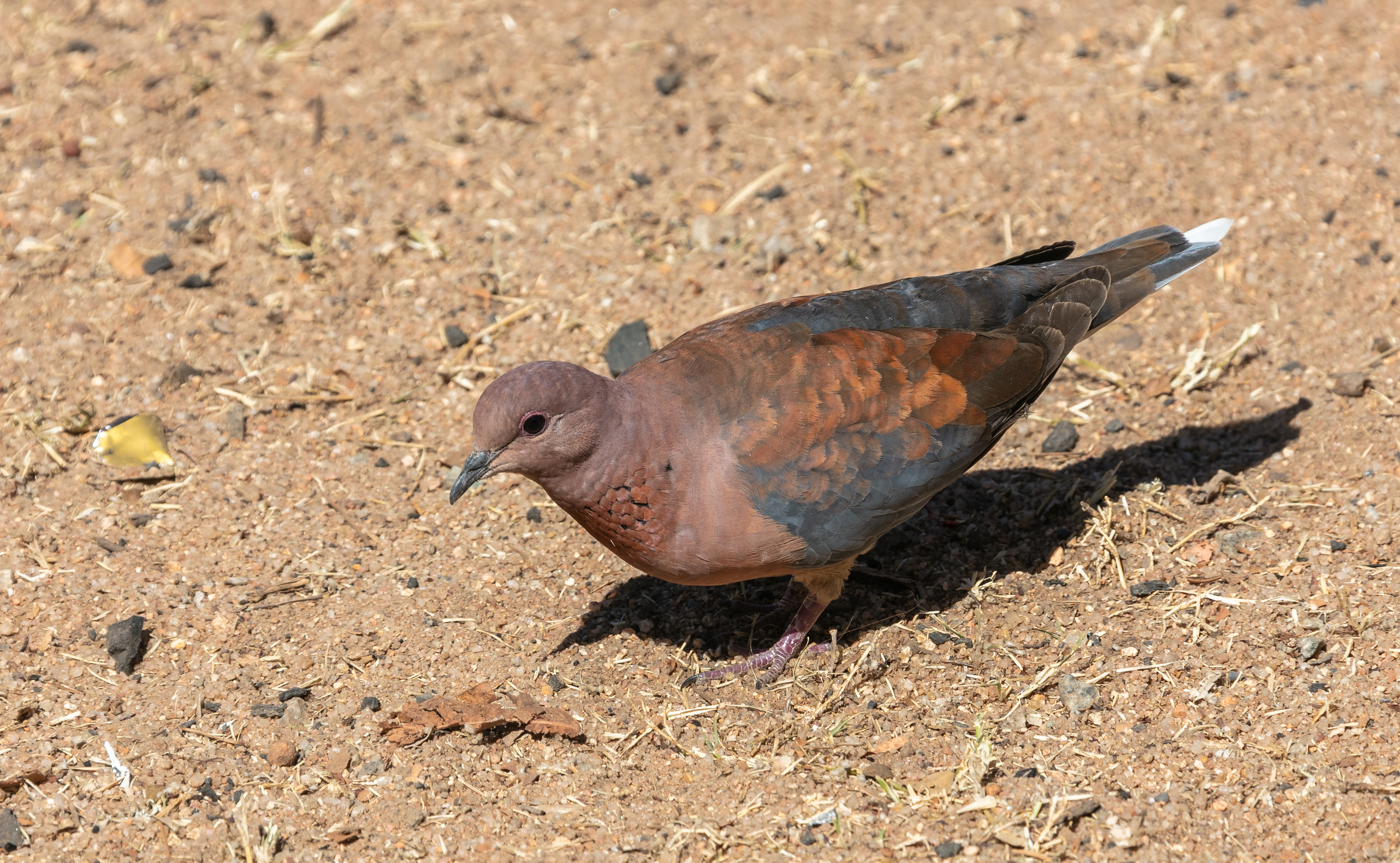
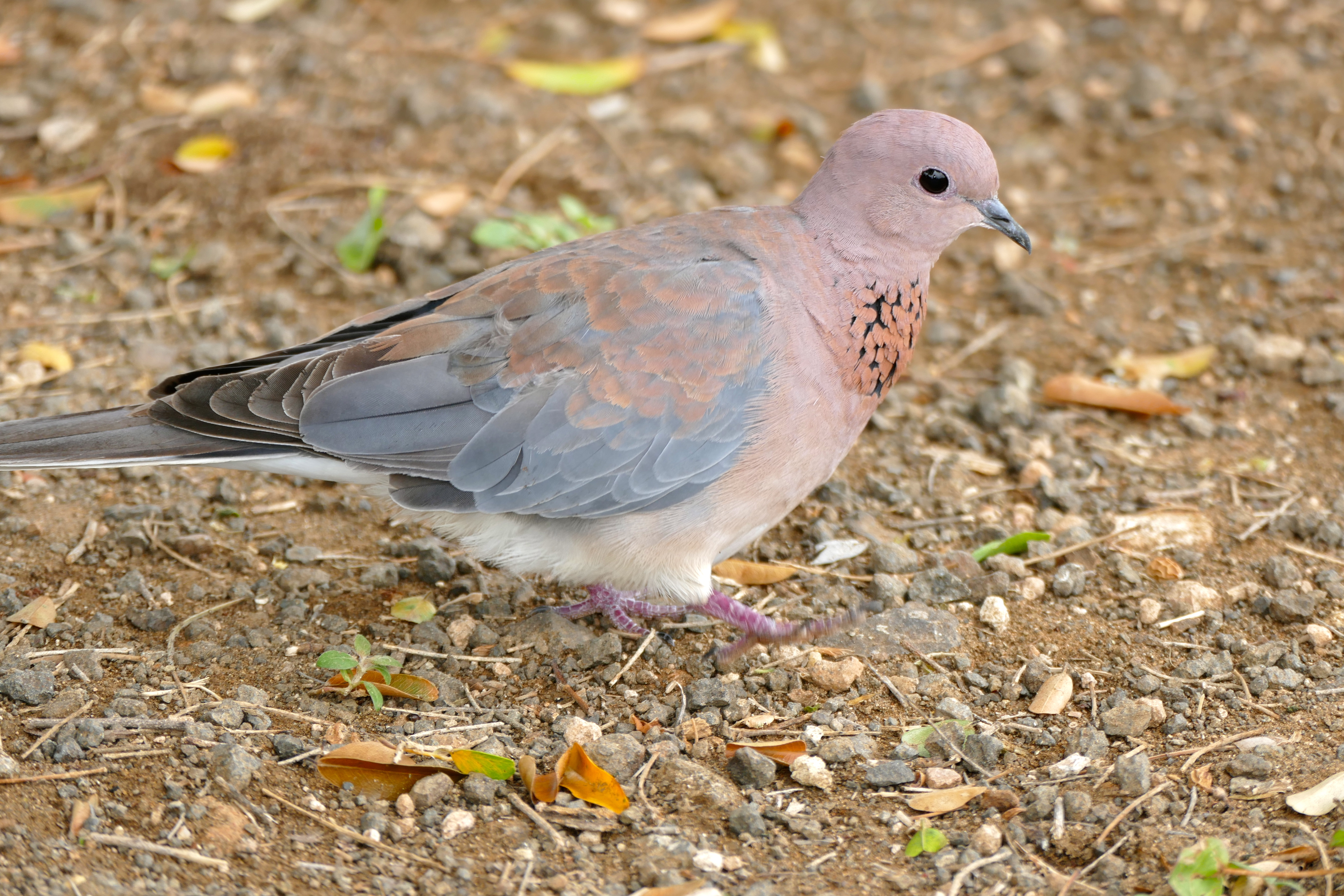
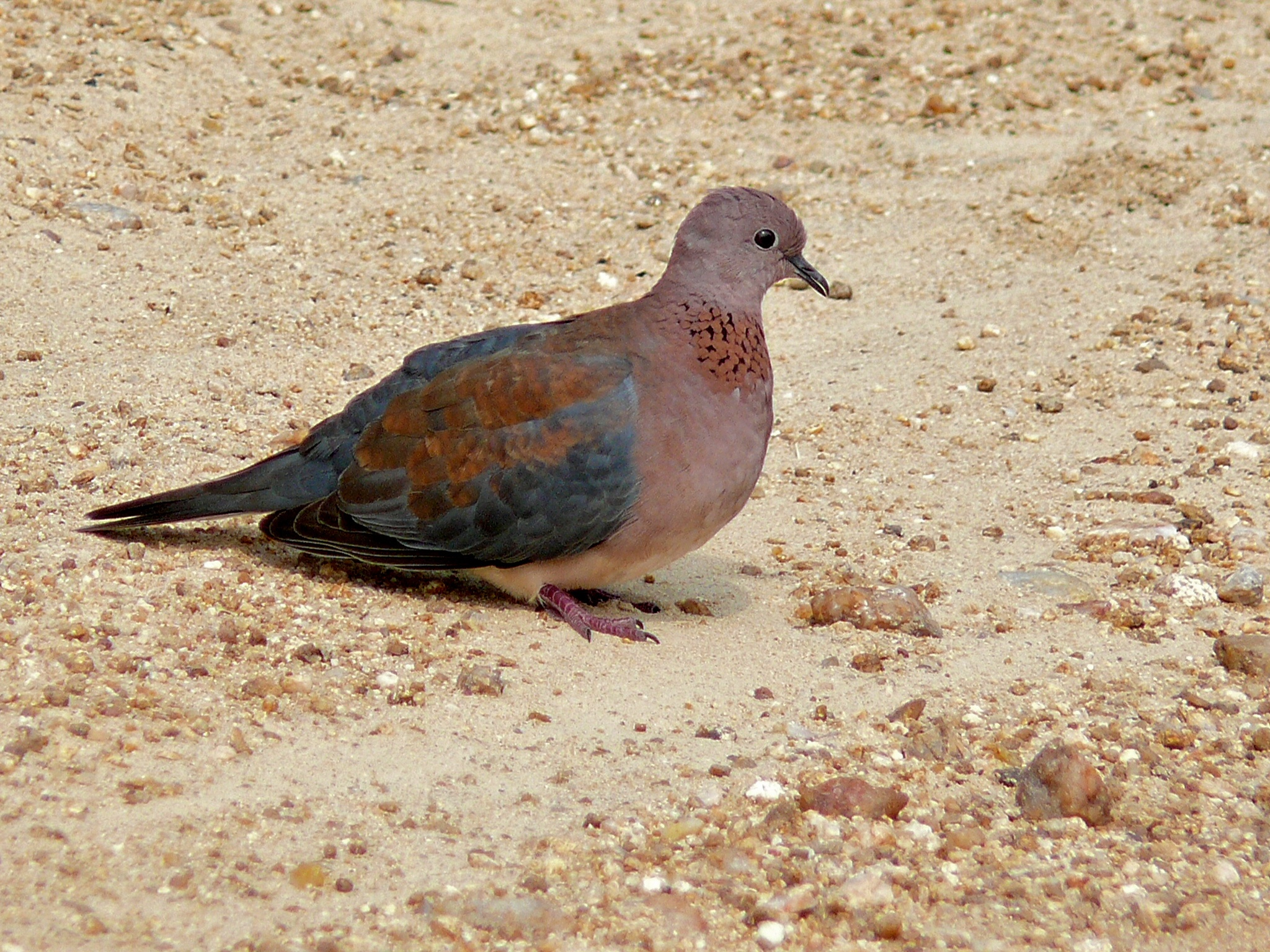
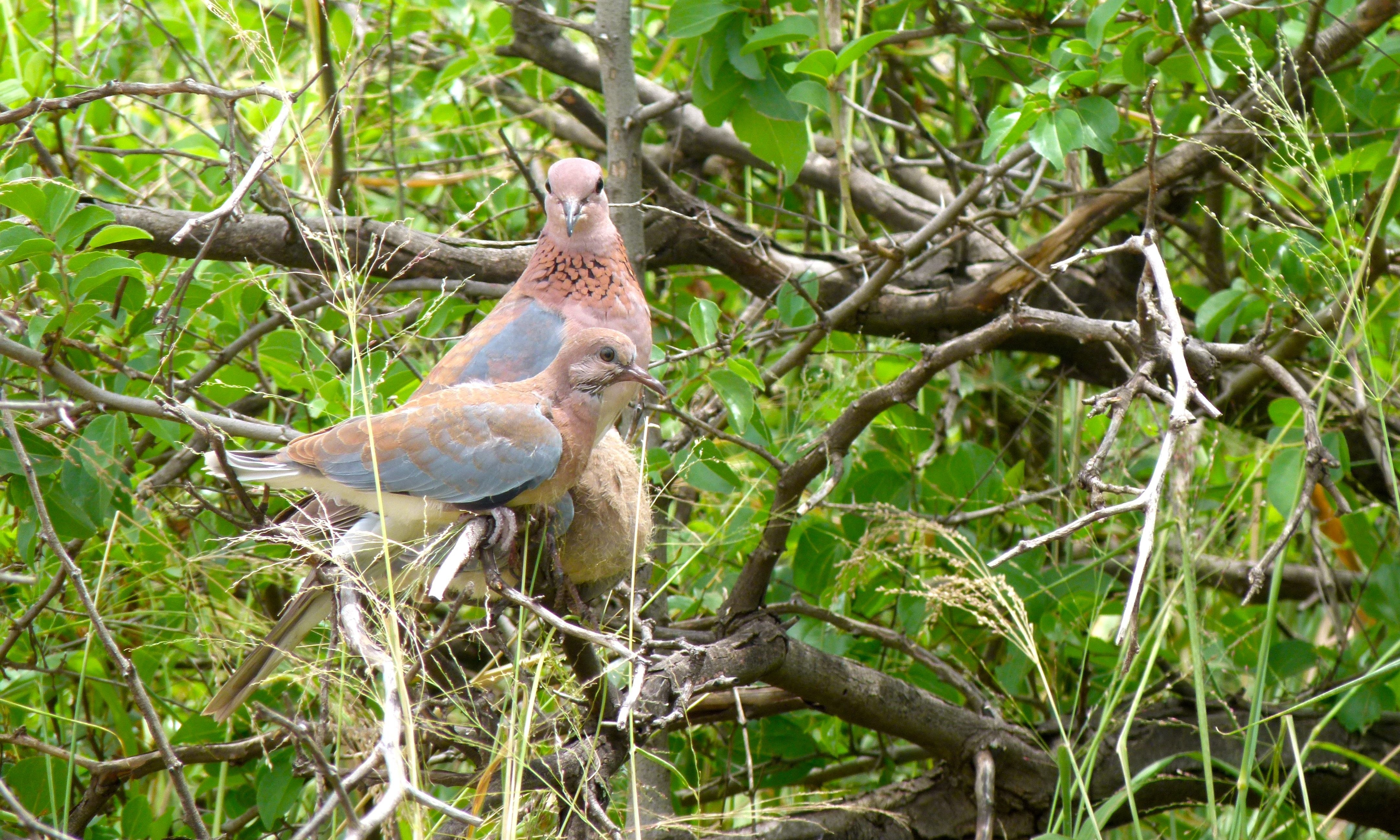
Couple